# ستاره‌پردارسانان
ستاره‌پردارسانان یا ستاره‌های پردار یا ستاره‌های پردار دریایی (نام علمی: Comatulida) نام یک راسته از رده زنبق دریایی است.